# Сугутське сільське поселення
Сугу́тське сільське поселення (рос. Сугутское сельское поселение) — муніципальне утворення у складі Батиревського району Чувашії, Росія. Адміністративний центр та єдиний населений пункт — село Сугути.

## Населення
Населення — 1399 осіб (2019, 1666 у 2010, 1856 у 2002).